# Witbuikmangrovezanger
De witbuikmangrovezanger (Gerygone chloronota) is een zangvogel uit de familie Acanthizidae (Australische zangers).

## Verspreiding en leefgebied
Deze soort komt voor in Australië en Nieuw-Guinea en telt twee ondersoorten:
- G. c. chloronota: Nieuw-Guinea en het noorden van het Noordelijk Territorium.
- G. c. darwini: noordoostelijk West-Australië.

## Status
De grootte van de populatie is niet gekwantificeerd maar de soort wordt omschreven als schaars in Nieuw-Guinea en vrij algemeen in Australië. Op de Rode lijst van de IUCN heeft deze soort de status niet bedreigd.